# 科謝尤鄉
47°19′N 22°59′E / 47.317°N 22.983°E
科謝尤鄉（羅馬尼亞語：Comuna Coșeiu, Sălaj），是羅馬尼亞的鄉份，位於該國西北部，由瑟拉日縣負責管轄，面積34平方公里，海拔高度288米，2007年人口1,266，人口密度每平方公里37人。